# 이데정 (교토부)
이데정(일본어: 井手町)은 일본 교토부 남부 쓰즈키군의 정이다.
기즈강의 지류인 다마가와강이 정을 동서로 종단하고 있다. 봄이 되면 벚꽃 놀이를 하는 사람들로 활기찬다.

## 역사
- 1958년 4월 1일 - 옛 이데정과 다가촌이 합병해 이데정이 되었다.

## 교통

### 철도
- 서일본 여객철도
  - 나라선
    - (← 조요시 야마시로아오다니역) - 야마시로타가역 - 다마미즈역 - (기즈가와시 다나쿠라역 →)

### 도로
- 국도 제24호선
- 국도 제307호선